# Bundesverband der Kehlkopfoperierten
Der Bundesverband Kehlkopf- und Kopf-Hals-Tumore e.V.  nannte sich bis Mitte 2022 Bundesverband der Kehlkopfoperierten e.V. und ist eine Selbsthilfeorganisation, die Menschen zusammenführt, deren Kehlkopf ganz oder teilweise entfernt wurde oder die aufgrund einer Rachen- bzw. Kehlkopfkrebserkrankung behandelt wurden. Der Organisation gehörten 2014 insgesamt 15 Landesverbände in der Bundesrepublik an. Diese betreuen in ihrem Bereich Bezirks-, Kreis- und Ortsverbände mit mehr als 150 Selbsthilfegruppen.
Die Deutsche Krebshilfe ist Schirmherrin und fördert den gemeinnützigen Verein seit 1978 finanziell, um das Versorgungsnetz für krebskranke Menschen in der Bundesrepublik zu verbessern. In den 40 Jahren seines Bestehens hat die Krebshilfe acht Millionen Euro Spendengelder zur Verfügung gestellt.

## Geschichte und Zweck der Bundesverbandes
Der Bundesverband der Kehlkopfoperierten e.V. hat sich am 12. September 1974 in Aachen gegründet. Damit gehört er zu den ältesten Organisationen der Krebsselbsthilfe in Deutschland. Von Anfang an wurde der Kontakt mit der ebenfalls 1974 gegründeten Deutschen Krebshilfe gepflegt. Seither setzt sich der Verband für die Belange der Kehlkopfoperierten und ihrer Angehörigen ein. Er ist entsprechend seiner Satzung selbstlos tätig. Er verfolgt ausschließlich gemeinnützige und mildtätige Zwecke. Er arbeitet aus ökumenischer und humanitärer Verantwortung, und zwar ohne parteipolitische Bindung. Die Organisation gilt als kompetenter Gesprächspartner bei der Erörterung gesundheitspolitischer Probleme in der Bundesrepublik und im internationalen Bereich. Ferner hat der Bundesverband innerhalb des Verbandes ein Netzwerk Teiloperierte gegründet, um gezielter auf die Bedürfnisse dieser Betroffenen eingehen zu können.

## Vorstand und Mitgliedschaft
Der Bundesvorstand wird jeweils für vier Jahre gewählt. Er arbeitet ehrenamtlich. Die Mitglieder des geschäftsführenden Bundesvorstands sind alle selbst Betroffene oder an Krebs erkrankt (Betroffenenkompetenz).
Die Geschäftsstelle des Verbandes befindet sich im Haus der Krebs-Selbsthilfe in Bonn und hat 2015 drei hauptamtliche Mitarbeiterinnen.
Der Bundesverband hat bundesweit knapp 6.000 Mitglieder, 15 Landesverbände und mehr als 130 Bezirks- und Ortsvereine, Sektionen und Selbsthilfegruppen.

## Finanzierung
Die finanzielle Grundlage des Verbandes besteht im Wesentlichen aus Zuwendungen durch Drittmittel. Geworben wird um private Spenden,  Erbschaften und Fördermitglieder, um Unabhängigkeit und Neutralität im Interesse Krebskranker zu bewahren. Die finanzielle Hauptförderung der letzten vier Jahrzehnten bestand in einer jährlichen Zuwendung der Deutschen Krebshilfe in Höhe von durchschnittlich 200.000 Euro.

## Informationsarbeit
Die überregionale Beratung der Patienten  wird durch schriftliche Informationsarbeit begleitet. Die Sachauskünfte können kostenlos bestellt oder im Internet abgerufen werden. Dies gilt auch für das Magazin „Sprachrohr“ des Bundesverbandes. Es erscheint viermal im Jahr. Der Hauptteil des Heftes umfasst Hintergrundinformationen für Betroffene sowie deren Angehörige und Partner. Außerdem wird über Entwicklungen im medizinisch-pflegerischen Bereich sowie in der Gesundheitspolitik berichtet. Das „Sprachrohr“ wird  ebenfalls von Kliniken, Reha-Einrichtungen und Angehörigen der Heilberufe bezogen.